# Полковниковська сільська рада
Полко́вниковська сільська рада (рос. Полковниковский сельский совет) — сільське поселення у складі Косіхинського району Алтайського краю Росії.
Адміністративний центр — село Полковниково.

## Історія
Станом на 2002 рік існували Верх-Бобровська сільська рада (села Верх-Бобровка, Індейка) та Полковниковська сільська рада (село Полковниково, селище Комсомолець). Селище Комсомолець було передано до складу Налобіхинської сільради.
2010 року ліквідована Верх-Бобровська сільська рада, територія увійшла до складу Полковниковської сільради.

## Населення
Населення — 738 осіб (2019; 912 в 2010, 1156 у 2002).

## Склад
До складу сільської ради входять:
| Населений пункт     | Населення, осіб (2002) | Населення, осіб (2010) |
| ------------------- | ---------------------- | ---------------------- |
| Верх-Бобровка, село | 321                    | 202                    |
| Індейка, село       | 21                     | 8                      |
| Полковниково, село  | 814                    | 702                    |